# Kostel Navštívení Panny Marie (Bratislava)
Kostel Navštívení Panny Marie, lidově Kostel Milosrdných bratří, je barokní sakrální stavba v bratislavské městské části Staré Město situovaná na náměstí Slovenského národního povstání. Kostel je součástí architektonického komplexu nemocnice a kláštera špitálního řádu Milosrdných bratří.

## Historie stavby
V polovině 17. století se na nynějším území Slovenska usadili příslušníci řádu Milosrdných bratří. Do Bratislavy přišli v roce 1672 na pozvání tehdejšího ostřihomského arcibiskupa Juraje Selepčéniho. Vně městských hradeb, nedaleko Laurinské brány si na darovaných pozemcích postavili kostel s klášterem a nemocnici určenou pro pomoc nemajetným obyvatelům města (v souladu s posláním řádu).
Komplex staveb vydržel v takovém stavu však pouze do osmdesátých let 17. století, kdy byl během tureckých nájezdů vypálen.
Zásluhou několika dobrodinců bylo možné začít ze stavbou nového kostela a kláštera. Významnou pomoc poskytl baron Ján Maholányi, který z vlastních prostředků dal pro potřeby řádu postavit nový kostel. Základní kámen byl posvěcen 2. července 1690 a stavba byla ukončena 13. května 1692. Po ukončení výstavby kostela koupil kardinál Leopold Kolonič jižně stojící palác s cílem výstavby nového kláštera. Vzhledem k nepříznivým okolnostem (kardinál Kolonič mezitím zemřel a v zemi vypuklo Rákociho povstání) musela být výstavba kláštera odložena. K její realizaci došlo až v letech 1723 - 1728. Celý komplex, v podobě jakou známe dnes, byl tak dostavěn po téměř čtyřiceti letech. Předlohou komplexu se stala stavba mateřského kláštera milosrdných bratří ve Vídni. Bratislavský stavitel však architekturu stavby přizpůsobil místním podmínkám a vytvořil působivé architektonické dílo mimořádně esteticky dotvářející zdejší prostředí.

## Popis stavby
Stavební komplex, kterému dominuje Kostel Navštívení Panny Marie, svou architektonickou i historickou hodnotou patří k nejcennějším barokním sakrálním stavbám v Bratislavě.

### Exteriér

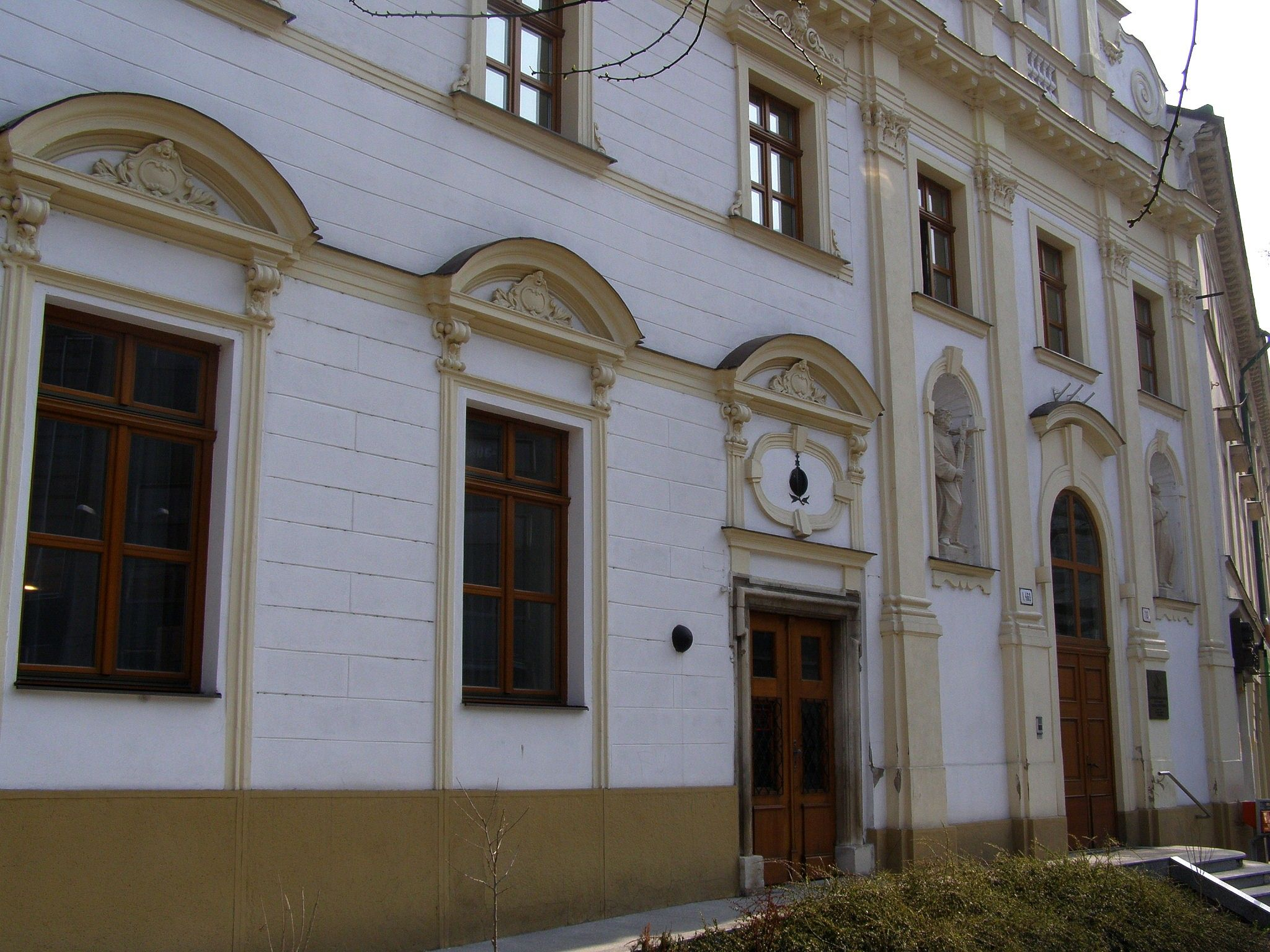
V jižním křídle komplexu se nachází nemocnice

Rozlehlý komplex je po celé šířce obrácen směrem do náměstí. Dominantním prvkem je stavba kostela, která vyniká mezi postranními křídly kláštera - jednopatrovou stavbou s křížovou chodbou kolem uzavřeného nádvoří. V jižní části komplexu se nachází nemocnice. Za klášterem se rozprostírala zeleninová zahrada, ovocný sad a park.
Na fasádě chrámu i v rizalitu bočních křídel jsou kamenné barokní plastiky, které nevznikly v jedné sochařské dílně, ani ve stejnou dobu; nejstarší z nich jsou sochy sv. Petra a sv. Pavla v dolních nikách na chrámové fasádě a pravděpodobně je vytvořil vídeňský sochař Ján Schwanthaler.

### Interiér
Jednolodní stavba kostela svým vybavením připomíná interiér římského jezuitského kostela del Gesù.
Zařízení interiéru kostela dominuje hlavní oltář, který vyplňuje celý presbytář. Jde o sloupovou architekturu se štítovým nástavcem z let 1735 - 1737. Oltářní obraz Navštívení Panny Marie je dílem německého pozdně barokního malíře Martina Speera (je rovněž autorem oltářních obrazů na bočních oltářích). Po stranách oltáře jsou plastiky čtyř světců - svatého Augustina, svatého Zachariáše, svatého Jáchyma a svatého Jana z Boha, zakladatele řehole. V nástavci oltáře jsou plastiky andělů a sochy Boha Otce i Ducha svatého v podobě holubice.
Kromě hlavního oltáře se v kostele nachází šest bočních oltářů: oltář svaté Barbory s plastikami svaté Ludmily a svaté Alžběty, oltář svatého Jana z Boha se sochami svatého Cyrila a svatého Metoděje, oltář svatého Josefa a oltář svatého Jana Nepomuckého. Autorem oltářních skulptur je bratislavský sochař Alojz Rigele.
Z poloviny 18. století pocházejí oltáře Božského Srdce (původně sv. Kříže s obrazem Ukřižovaného) a Panny Marie; obraz Panny Marie je v rokokovém rámu.
V první polovině 18. století vznikla barokní kazatelna s reliéfy světců. Zajímavým interiérovým doplňkem je mramorový náhrobek hraběte O'Neila z roku 1745 od vídeňského sochaře Balthasara Ferdinanda Molla.

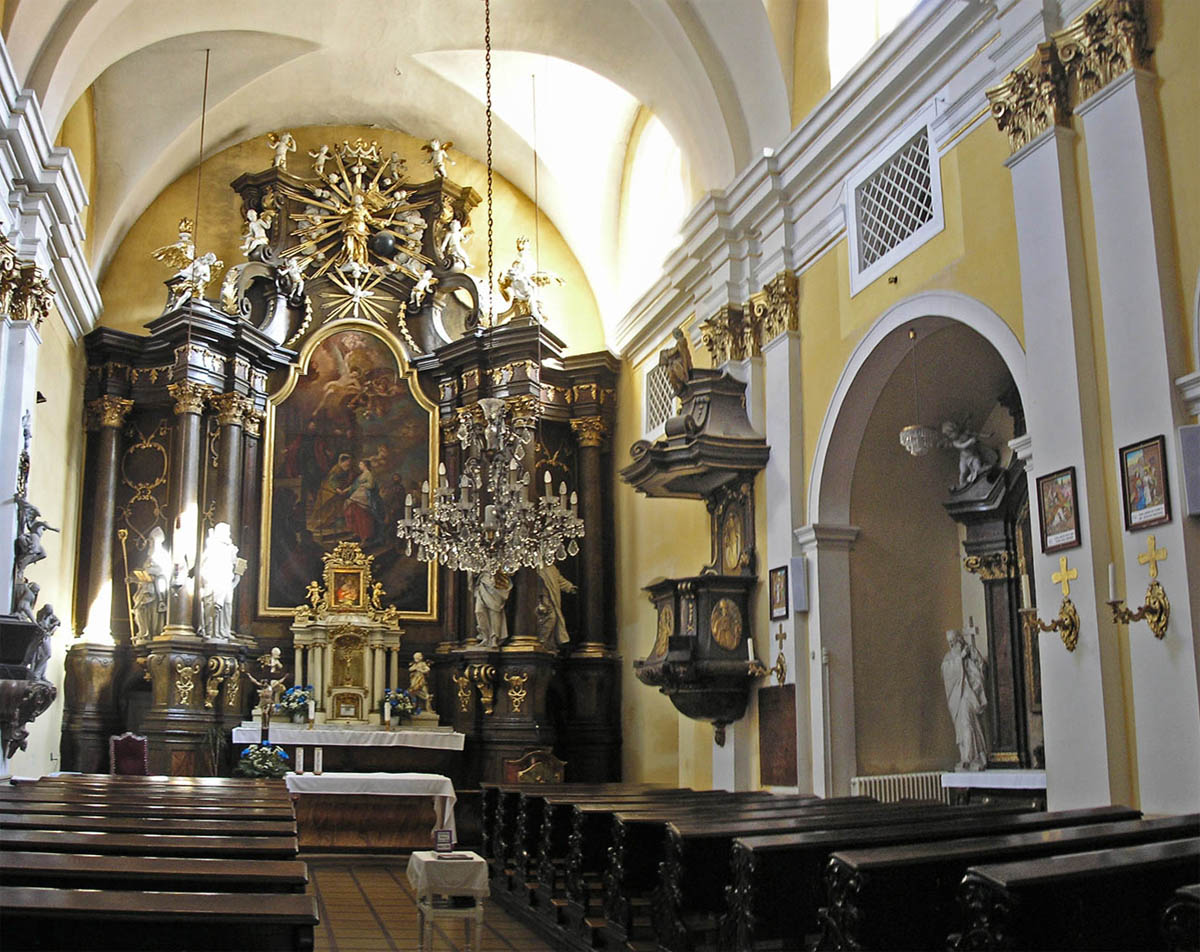
Interiér kostela